# Joeri Adams
Joeri Adams (* 15. Oktober 1989 in Turnhout) ist ein ehemaliger belgischer Cyclocrossfahrer. 2007 war er Juniorenweltmeister im Cyclocross.

## Werdegang
Adams wurde 2005 belgischer Cyclocrossmeister in der Jugendklasse. Im nächsten Jahr gewann er ein Juniorenrennen in Pijnacker-Nootdorp. In der Folgesaison 2006/2007 war er  im Cyclocross der erfolgreichste Junior seines Jahrgangs: Bei der Europameister in Huijbergen gewann er die Silbermedaille, bei den Cyclocross-Weltmeisterschaften 2007 in Hooglede-Gits wurde Adams Juniorenweltmeister. Außerdem gewann er eine Reihe weiterer Rennen, unter anderem zwei im Weltcup und drei in der Superprestige, sowie auch eine Etappe bei dem Straßenrennen Liège-La Gleize.
Mit dem Wechsel in die U23 wurde Adams Mitglied im Rabobank Continental Team. Hier blieb er zunächst unauffällig, erst in der Saison 2010/2011 machte er durch den Gewinn der nationalen Meisterschaften der U23, den Gewinn der Bronzemedaille bei den Europameisterschaften sowie einen zweiten Platz beim Weltcup in Hoogerheide wieder auf sich aufmerksam. Nach dem Wechsel in die Elite konnte er nur noch bei kleineren Rennen Akzente setzen, ein 39. Platz im Weltcup und ein 11. Platz bei den nationalem Meisterschaften blieben seine besten Platzierungen.
Das seine Teams auch über eine Lizenz als UCI Continental Team verfügten, trat er in der Sommerpause des Cyclocross mehrfach bei verschiedenen Straßenrennen an. Ein dritter Platz bei Prolog zur Sibiu Cycling Tour 2012 blieb jedoch das einzige Ergebnis, für das er Ranglistenpunkte erhielt.
Nach der Cyclocross-Saison 2017/2018 beendete Adams seine Karriere als Radrennfahrer.

## Erfolge
2006/2007
- Europameisterschaft (Junioren)
- Weltmeister (Junioren)

2010/2011
- GvA Trofee – Koppenbergcross, Oudenaarde (U23)
- Europameisterschaft (U23)
- Belgischer Meister (U23)

2011/2012
- Grand Prix de la Commune de Contern, Contern

2014/2015
- Grand Prix Möbel Alvisse, Leudelange

2015/2016
- Grand Prix Möbel Alvisse, Leudelange
- Cyclo-cross du Mingant Lanarvily, Lanarvily